# Kate Belinda Finn
Kate Belinda Finn (Cork, 16 dicembre 1864 – Londra, 8 marzo 1932) è stata una scacchista inglese.
Vinse due volte il campionato britannico femminile: nel 1904 ad Hastings (con 10,5/11) e nel 1905 a Southport (con 9,5/11). 
Nel 1895 fu tra le fondatrici del Ladies' Chess Club, il primo circolo di scacchi femminile di Londra. Nello stesso anno partecipò alla sezione femminile del torneo di Hastings, dove si classificò al quarto posto (vinse Edith Thomas). 
Prese parte al primo torneo internazionale femminile (Londra, agosto 1897), con 20 partecipanti. Il clima afoso di quei giorni e il fatto di dover giocare 19 turni in soli 11 giorni la indussero però a ritirarsi dopo otto turni.
Altri risultati di rilievo:
- 1900:  vince il torneo B della "Kent Chess Association", a cui partecipavano quattro uomini e due donne;
- 1901:  vince il campionato del Ladies' Chess Club;
- 1902:  in una simultanea di Isidor Gunsberg su 25 scacchiere, Kate Finn fu l'unico partecipante a vincere una partita; [3]
- 1907:  pari prima con Grace Curling nella sezione femminile del torneo di Ostenda;
- 1911:  vince la sezione femminile del torneo di San Remo (primo torneo internazionale organizzato in Italia).

In seguito le sue non buone condizioni di salute le impedirono di partecipare ad altri tornei importanti, ma prese parte a competizioni a squadre dell'Imperial Chess Club di Londra fino al 1931. Morì nel 1932 in seguito ad una bronco-polmonite all'età di 67 anni.